# (1865) Cerbère
Pour les articles homonymes, voir Cerbère (homonymie).
(1865) Cerbère (désignation internationale (1865) Cerberus) est un astéroïde Apollon et aréocroiseur découvert en 1971 par Luboš Kohoutek. Il a été baptisé en 1974 d'après le monstre Cerbère de la mythologie grecque.
(1865) Cerbère est passé ou passera à moins de 30 millions de kilomètres de la Terre 7 fois entre les années 1900 et 2100, chaque fois à une distance comprise entre 24,4 et 25,7 millions de kilomètres (soit 63 à 67 fois la distance Terre-Lune), ce qui ne pose aucun danger pour la Terre.
Il ne doit pas être confondu avec Kerbéros, satellite naturel de Pluton, parfois également nommé Cerbère.